# Treasure Coast
Als Treasure Coast wird ein Küstenstreifen an der Ostküste des US-Bundesstaates Florida bezeichnet. Das Gebiet umfasst die Countys Indian River, Martin und St. Lucie. Die Countys Martin und St. Lucie stellen eine Metropolregion dar, die vom Office of Management and Budget zu statistischen Zwecken unter dem Namen Port St. Lucie, FL Metropolitan Statistical Area (MSA) geführt wird. Das Indian River County entspricht der eigenständigen Metropolregion Sebastian–Vero Beach.
Die größten Städte des Gebietes sind Port St. Lucie, Fort Pierce und Sebastian. Namensgebend (engl. treasure = "Schatz") war der Untergang der spanischen Silberflotte im Jahre 1715.
Zum Zeitpunkt der Volkszählung von 2020 hatte die MSA Port St. Lucie 487.657 Einwohner. Zusammen mit dem Indian River County ergeben sich für die Treasure Coast selbst insgesamt 647.445 Einwohner.